# Animamundi: Dark Alchemist
Animundi: Dark Alchemist (アニマ・ムンディ 終わりなき闇の舞踏 Anima Mundi: Owarinaki Yami no Butou) é um romance visual de horror gótico japonês desenvolvido por Karin Entertainment e distribuído por Hirameki International nos Estados Unidos.

## História
Muitos anos se passaram desde que o Conde Georik Zaberisk, uma vez famoso como o brilhante Médico Real servindo o rei de Hardland, renunciou o seu título e mudou-se para o campo para cuidar da sua frágil irmã, Lillith. O Rei oferece a Georik uma nova posição como doutor na capital, o que ele aceita. Durante a sua ausência, os camponeses suspeitam da sua irmã por bruxaria e como resultado, uma multidão chateada invade a mansão Zaberisk e Lillith é queimada e decapitada. Devastado com os acontecimentos, Georik entra em luto até descobrir que a cabeça de Lillith ainda vive. Estabelecido na cidade, Georik vira-se para a alquimia, proibido do reino de Hardland, para restaurar o corpo da sua irmã. Traçando um caminho escuro e perigoso, a pesquisa de Georik pode levar-lo a desvendar verdades horríficas do Reino, os seus colegas, e dele.

## Personagens
Conde Georik Zaberisk (ゲオリク・ザベリスク伯爵, Georiku Zaberisuku hakushaku)
Voz de: Ryotaro Okiayu
O protagonista. Ele faz um contrato com o diabo Mefistófeles para salvar a sua irmã. Um antigo médico real e um aristocrata que tem que recorrer à arte proibida da alquimia para restaurar o corpo da irmã.
Lillith Zaberisk (リリス・ザベリスク, Ririsu Zaberisuku)
Voz de: Yui Horie
Irmã de Georik. Antes de ser decapitada, ela tinha uma afinidade por animais e colecionava vestidos Lolita. Depois de ser decapitada, de alguma forma sobreviveu.
Conde St. Germant (Germant Cassel) (サンジェルマン伯爵（ジェルマン・カッセル）, San Jeruman hakushaku (Jeruman Kasseru))
Voz de: Akira Ishida
O maior inventor de Hardland e o Secretário da Ciência e Tecnologia. Como o noivo de Lillith, ele fica destroçado quando descobre sobre a sua morte. Ele é amigo próximo de Georik
Visconde Mikhail Ramphet (ミハエル・ランフト子爵, Mihaeru Ranfuto shishaku)
Voz de: Hikaru Midorikawa
Outro bom amigo de Georik; leal e religioso. Ele é o Capitão da Guarda Real.
Bruno Glening (ブルーノ・グレーニング, Burūno Gurēningu)
Voz de: Takehito Koyasu
Um alquimista com intenções desagradáveis que venera demónios e deseja um contrato com Mefistófeles, que não tem interesse em trabalhar com ele. Ele tornou-se o médico real depois de Georik se demitir.
Mephistopheles (メフィストフェレス, Mefisutoferesu)
Voz de: Hiroki Yasumoto
O Demónio com quem Georik forma um contrato.
Jan Van Ruthberg (ヤン・ファン・リュースベルグ, Yan Fan Ryūsuberugu)
Voz de: Megumi Ogata
Um cartomante misterioso e médium. Ele dirige a loja Golden Goose que lida com instrumentos e ingredientes mágicos. Ele também é habilidoso na arte do exorcismo.
Francis Dashwood (フランシス・ダッシュウッド, Furanshisu Dasshu'uddo)
Voz de: Junichi Suwabe
Um corretor que troca órgãos e bens roubados no mercado negro. Ele tende a chatear Georik. Ele também é membro do secreto Hell-Fire Club.

## Receção
Animundi não atraiu muita atenção na imprensa de jogos convencional devido à sua distribuição limitada. O jogo foi positivamente recebido entre os websites de jogos indie focados primariamente em romances visuais, mas muitos fãs criticaram o lançamento norte-americano pela edição ou omissão de gráficos no jogo que mostravam gore ou leve yaoi. Em resposta, Hirameki lançou cópias limitadas do livro do jogo oficial japonês. Outra fonte de críticas foi um error de texto que seria ativado ao clicar numa série particular de eventos numa ordem específica.
Na sua avaliação, GrrlGamer.com notou que "a sua arte bonita, grande partitura musical composta de sinfonia e refrão, [e] excelente dublagem," como também o enredo elaborado e diálogo. A avaliação também elogiava a adaptação em inglês, notando que "tirando alguns erros menores aqui e ali... Hirameki tem realmente feito um trabalho profissional incrível neste título". GamerGirlsUnite.com deu ao romance uma avaliação de 85%, elogiando a dublagem com destaque para Yui Hoi como Lillith, e concluiu que "... se tu queres explorar um novo género de jogo, se gostas de ler histórias e não tens medo de entrar numa aventura de horror gótico, este é o jogo que precisas de experienciar. Não te vais arrepender!"
Este foi o primeiro jogo a conter uma descrição de classificação "Violência Sexual" pela ESRB. O próximo jogo a receber isto foi Metal Gear Solid V: Ground Zeroes em 2014.